# Sport Total FM
Sport Total FM este singurul post de radio specializat pe informații din lumea sportului din România, lansat pe 13 martie 2007 de omul de afaceri și membru al partidului PDL Nicolae Bara.
În anul 2008, Sport Total FM a obținut licențe și pentru orașele Botoșani și Galați.
Din anul 2021 a fost preluat de Publivol Creativ SA, mutându-și sediul din Str. Torentului nr.2 în Casa Presei, Corp A3, Etaj 4, Turn Vest.

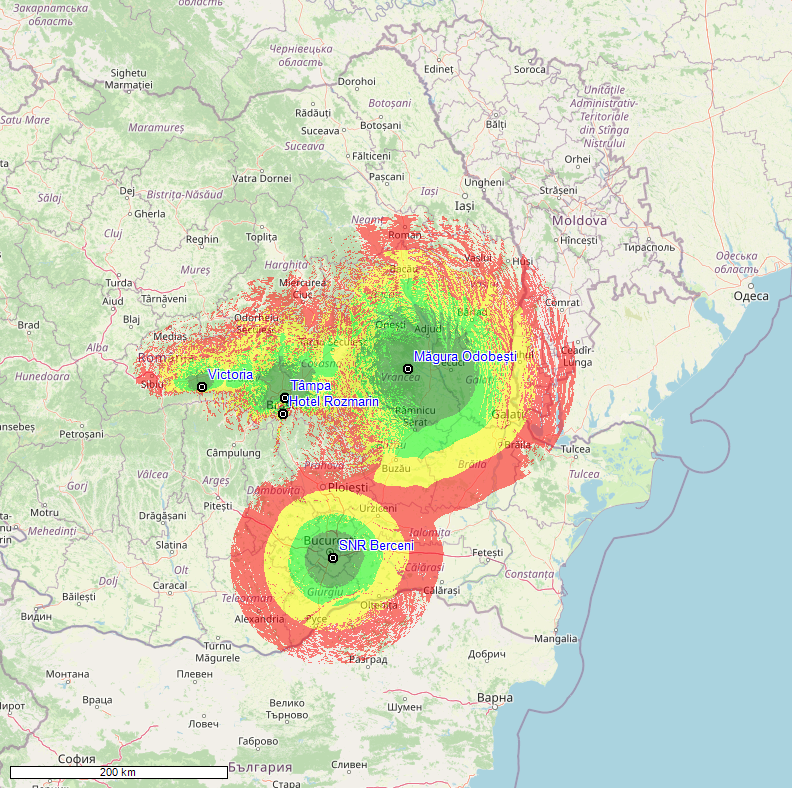
Acoperire aproximativă a semnalului Sport Total FM.
Recepționat de orice receiver în zonă
Recepționat bine de un receiver slab al mașinii
Recepționat bine de un receiver puternic al mașinii / de un receiver slab al mașinii (dar cu probleme)
Recepționat de un receiver puternic al mașinii (dar cu probleme)

     Recepționat de orice receiver în zonă
     Recepționat bine de un receiver slab al mașinii
     Recepționat bine de un receiver puternic al mașinii / de un receiver slab al mașinii (dar cu probleme)
     Recepționat de un receiver puternic al mașinii (dar cu probleme)

## Emisiuni
- Execuții Matinale, cu Gabriel Maricescu și Daniel Nazare (De luni până vineri între orele 07:00-10:00)
- 1 Solist cu Florin Chivulete (De luni până vineri între orele 10:00-11:00)
- Bârfe și sport cu Vasile Constantin (De luni până vineri între orele 11:00-13:00)
- Total Alone - Singuri împotriva nimănui cu Andy Stănescu (De luni până vineri între orele 13:00-15:00)
- Trafic Sport cu Horațiu Sima, Răzvan Toma (luni și miercuri între orele 15:00-18:00); Răzvan Toma, Ionel Luțan (marți între orele 15:00-18:00); Ionel Luțan (joi între orele 15:00-18:00); Răzvan Toma, Cosmin Aioniță (vineri între orele 15:00-18:00)
- Fluier final cu Narcis Drejan, parțial Dragoș Grigoroiu și Dragoș Borchină (De luni până joi între orele 18:00-21:00)
- Liga de weekend cu Narcis Drejan, Daniel Nazare, Florin Chivulete, Vasile Constantin, Răzvan Toma (De sâmbăta până duminica între orele 16:00-20:00)

## Realizatori
- Cosmin Aioniță
- Dragoș Borchină
- Florin Chivulete
- Vasile Constantin
- Narcis Drejan
- Viorel Grigoroiu
- Ionel Luțan
- Gabriel Maricescu
- Daniel Nazare
- Horațiu Sima
- Andy Stănescu
- Răzvan Toma

## Foști realizatori
- Radu Banciu
- Mihai Pahonțu
- Marius Mitran
- Gabi Safta
- Liviu Drăghici
- Andy Stănescu

## Frecvențe
| Oraș      | Frecvență |
| --------- | --------- |
| București | 105.8 FM  |
| Brașov    | 96.4 FM   |
| Focșani   | 102.0 FM  |
| Predeal   | 101.1 FM  |
| Victoria  | 92.8 FM   |

## Recepție
- Satelit[3] - 11900 MHz, H, DVB-S, 28000, FEC 5/6, satelit Thor 6 pe 0.8°W
- Internet: Winamp[nefuncțională]
, WMP[nefuncțională]
, QuickTime[nefuncțională]
, Real Player[nefuncțională]